# Latinka Perović
Latinka Perović (Kragujevac, 4. listopada 1933. – Beograd, 12. prosinca 2022.) bila je srbijanska povjesničarka i političarka, koja je ponekad nazivana Majkom Druge Srbije.

## Životopis
Latinka Perović je rođena 1933. godine u Kragujevcu. S 27 godina bila je predsjednica Antifašističkog fronta žena Srbije (AFŽ Srbije), a poslije i tajnica Centralnog komiteta Saveza komunista Srbije od 1969. do 1972. godine, kada je s tog položaja zajedno s Markom Nikezićem i suradnicima smijenjena pod optužbom za anarholiberalizam. Od tada radi na proučavanju povijesti suvremene srbijanske države. Posvetila se povijesnom istraživanju i postala poznata kao istaknuti stručnjak za srbijansku povijest 19. stoljeća, kao i suvremenu povijest Srbije. 
Radila je u Institutu za povijest Srbije od 1976. do 1998. godine. Od 1993. do 1998. godine bila je glavna i odgovorna urednica magazina Tokovi istorije. U svojim tekstovima i studijama o suvremenoj Srbiji često naglašava da Srbija ima potrebu za političarom koji će javno preuzeti odgovornost za zločine počinjene u ratovima nastalim raspadom bivše Jugoslavije, kako bi se pomoglo pomirenje sa susjednim državama i spriječilo ponavljanje slične tragedije.
Rijetko se pojavljivala u javnosti i rijetko davala intervjue. 

## Djela
- Od centralizma do federalizma (1984.)
- Zatvaranje kruga (1991.)
- Srbija u modernističkim procesima XIX i XX veka  (1994.)
- Između anarhije i autokratije: Srpsko društvo na prelazima vekova (XIX–XXI vek) (2006.)
- Snaga lične odgovornosti (2008.)
- Zoran Đinđić i srpsko društvo (2013.)
- Dominantna i neželjena elita: Beleške o intelektualnoj i političkoj eliti u Srbiji (XX–XXI vek)  (2015.)

## Vanjske poveznice
- Intervju "Dani" br. 211
- Prokockali smo šansu, prijeti nam nestanak (Blic, 28. listopad 2012)
- Srbija nestaje ne razumijemo vrijeme (B92, 6. prosinca 2012)